# Setenario
El Setenario es una obra de Alfonso X de Castilla que trató de recoger con carácter enciclopédico un volumen de materias de astronomía, literatura, cuestiones jurídicas, etc.
El ilustrado Andrés Marcos Burriel fue el primero en estudiarlo con detenimiento. En la línea de un espejo de príncipes, el Setenario fue probablemente proyectado por Fernando III el Santo y comenzó siendo esencialmente un libro de derecho canónico, cuya estructura refleja se ajusta la cifra mágica que era el número siete. Contiene además información de carácter enciclopédico sobre los sacramentos destinado al uso sacerdotal y variadas reflexiones acerca del culto a la naturaleza desde el punto de vista pagano. Debido a este carácter mixto la crítica ha dudado a la hora de establecer el género literario al que pertenece.
Es una de las labores más desconcertantes de Alfonso X, ya que todo contribuye a producir extrañeza: la falta de los primeros folios, una importante laguna al final de la Ley XI y el haber quedado, al parecer, inacabado hacen que sea difícil reconocerle un plan.
Tal y como se conserva, la obra se compone de dos partes claramente diferenciadas:
1. Leyes I-XI, que se conoce como Elogio de Fernando III.
2. Leyes XII-CVIII, que deben ser consideradas como el primer Setenario;[3] es decir, el que fuera proyectado por Fernando III y que culminó Alfonso X, el que constara de siete partes, de ahí la frase:

Setenario pusiemos nonbre a este libro porque todas las cosas que en él sson van ordenadas por cuento de siete. Et esto ffué porque es más noble que todos los otros.